# Adolphus Greely

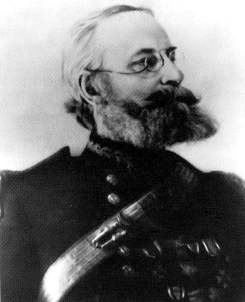
Adolphus Greely

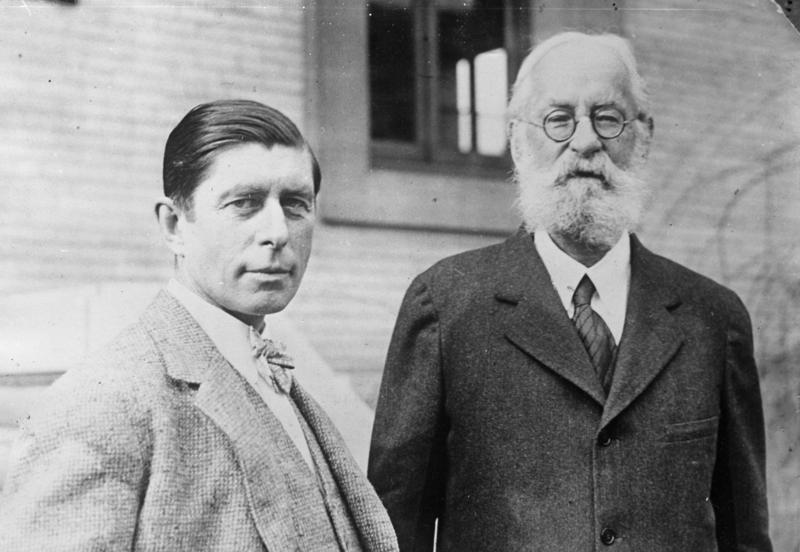
Adolphus Greely (rechts) und Knud Rasmussen

Adolphus Washington Greely (* 27. März 1844 in Newburyport, Massachusetts; † 20. Oktober 1935 in Washington, D.C.) war ein US-amerikanischer Polarforscher und Offizier.

## Militärische Karriere
Greely trat als Siebzehnjähriger in die 19. Massachusetts Freiwilligen-Infanterie ein und nahm als Freiwilliger am Amerikanischen Bürgerkrieg teil. Greely wurde in drei der vielen Schlachten, an denen er teilnahm, ernsthaft verwundet. Er trat 1867 als Brevet Major (Sekondeleutnant) in die reguläre 36. Infanteriebrigade über. Bis 1873 wurde er zum Leutnant der Kavallerie befördert und diente im Westen der USA und in Washington. Später wechselte er zum Fernmeldecorps der US-Armee und leitete eine Reihe von Missionen zum Aufbau von Telegraphenverbindungen quer durch die USA.

## Die Polarexpedition 1881–1884

Forschungsstation Fort Conger am 20. Mai 1883

Auf der internationalen Polarkonferenz von 1879 wurde der einjährige Betrieb einer Kette von Polarstationen zur systematischen Erforschung der Arktis vorgeschlagen. Der US-Kongress bewilligte im Jahr darauf Gelder zum Aufbau einer bemannten Station an der Lady Franklin Bay auf Ellesmere Island. Neben der Errichtung einer zweiten Station am Point Barrow, dem nördlichsten Punkt Alaskas, war das der Beitrag der Vereinigten Staaten zum Ersten Internationalen Polarjahr 1882/83. Mit der Durchführung wurde Adolphus Greely beauftragt, der sich für diese Mission freiwillig gemeldet hatte, obwohl er über keine Arktis-Erfahrung verfügte.
Von 1881 bis 1884 leitete er als Kommandeur die erste US-amerikanische Polarexpedition. Er startete mit 25 Mann an Bord des gecharterten Schiffes Proteus, das die Expedition an der Lady Franklin Bay absetzte und anschließend nach Neufundland zurückkehrte.
An der Lady Franklin Bay auf Ellesmere Island errichteten die Männer die Polarstation Fort Conger an Position 81° 45′ N, 64° 47′ W. Dieses Gebiet gehört heute zum Quttinirpaaq-Nationalpark. Trotz fehlender Erfahrung und starker Spannungen unter den Offizieren der Mission konnte das Expeditionscorps einen Großteil der Küstenlinie Nordwest-Grönlands erstmals kartographieren und Ellesmere Island von Ost nach West durchqueren. Leutnant James B. Lockwood (1852–1884) stellte während dieser Expedition einen neuen Rekord auf und erreichte 83° 24′ N.
Dennoch endete die Greely-Expedition in einer Katastrophe, da die zwei vereinbarten Versorgungsfahrten in den Sommermonaten der Jahre 1882 und 1883 Greelys Männer nicht erreichten. Gemäß seinen Anweisungen für diesen Fall gab Greely am 9. August 1883 Fort Conger auf und trat den Rückzug nach Süden an. Unter großen Anstrengungen erreichten er und seine Männer schließlich Kap Sabine am Smithsund auf 78° 40′ N, wo sie auf Pim Island überwintern mussten. Da die Versorgungsschiffe hier entgegen dem Notfallplan keine ausreichenden Depots angelegt hatten, starben während des Winters 17 Expeditionsmitglieder an Hunger, Unterkühlung und Ertrinken; ein weiterer Teilnehmer, Private Charles B. Henry, wurde wegen wiederholten Proviantdiebstahls am 6. Juni 1884 standrechtlich erschossen. Am 22. Juni 1884 fand ein Entsatzgeschwader Greely und die letzten sechs Mitglieder seiner Expedition. Das vormalige Walfangschiff Bear of Oakland, in Greenock (Schottland) gebaut, erreichte die fast Aufgegebenen, als sie dabei waren, das Leder ihrer Schuhe zu verspeisen. Einer der Geretteten starb noch während der Rückfahrt.
Während dieser Expedition benannte Greely die Lincolnsee. Namensgeber ist Robert Todd Lincoln, der erste Sohn des 16. Präsidenten der USA, Abraham Lincoln, der damals Kriegsminister war.
Greely wurde für den katastrophalen Ausgang der Expedition öffentlich kritisiert, doch wurde bald erkannt, dass er seine Aufgaben und Befehle korrekt und umsichtig ausgeführt hatte. 1886 wurde er in den Rang eines Hauptmanns (Captain) und im März 1887 auf Anordnung von Präsident Grover Cleveland zum Brigadegeneral (Brigadier General) befördert. Ein Fjord im Westen von Ellesmere Island und eine Bucht an der Ostküste der Victoria-Insel wurden nach Greely benannt und ebenso eine Insel im Archipel Franz-Josef-Land.

## Karriere als Meteorologe
1886 trat Greely in das Signal and Meteorological Bureau, das amerikanische Wetteramt, ein. Er wurde dort als lokaler Held eingesetzt, um die verbreitete Korruption einzudämmen. Von 1887 an leitete er die Behörde, bis sie 1891 in das Department für Landwirtschaft überging. Während der nächsten 20 Jahre war Greely verantwortlich für die Konstruktion Zehntausender Kilometer von Telegraphen- und unterseeischer Kabelverbindungen in Puerto Rico, Kuba, den Philippinen, Alaska und anderswo.
Greely war Delegierter bei der Internationalen Telegraphenkonferenz in London und 1903 bei der Internationalen Konferenz für drahtlose Telegraphie in Berlin.

## Folgezeit
Im Jahr 1887 wurde Greely zum Mitglied der Leopoldina gewählt. Greely gehörte am 13. Januar 1888 zu den Gründungsmitgliedern der National Geographic Society, deren Vizepräsident er später wurde.
Im Februar 1906 wurde Greely als Generalmajor in die Nord-Division versetzt. Später wurde er zur Pazifik-Division kommandiert und überwachte die Rettungsaktionen nach dem großen Erdbeben 1906 in San Francisco. 1908 nahm er seinen Abschied aus der Armee.
1915 lud Greely den italienischen Polarforscher Arnaldo Faustini zu einer Vortragsreise in die Vereinigten Staaten ein.
Kurz vor seinem Tod erhielt Greely am 21. März 1935 die Medal of Honor des US-Kongresses.
Adolphus Greely starb am 20. Oktober 1935 in Washington, D.C. Greely war verheiratet mit Henrietta Nesmith (1846–1918) und der Vater von Rose Greely. und Brigadegeneral John N. Greely (1885–1965).

## Werke
- Three years in the Arctic service. An account of the Lady Franklin-Bay expedition of 1881–84 and the attainment of the farthest north. 2 Bände. Scribner, New York NY 1886 Volume I Internet Archive Volume II Internet Archive
- (In deutscher Sprache: Drei Jahre im hohen Norden. Die Lady Franklin-Bai-Expedition in den Jahren 1881–1884. Costenoble, Jena 1887).
- International Polar expedition. Report on the proceedings of the United States expedition to Lady Franklin Bay, Grinnel Land. 2 Bände.Vol. I digital. Government Printing Office, Washington DC 1888. Vol. II digital.
- American weather. American weather. A popular exposition of the phenomena of the weather, including chapters on hot and cold waves, blizzards, hailstorms and tornadoes, etc., etc. Dodd, Mead & Company, New York NY 1888.
- Annual reports of the chief signal officer of the army. For the years 1886–1890. Government Printing Office, Washington DC 1886–1890, ZDB-ID 163781-2.
- Explorers and travellers. C. Scribner’s Sons, New York NY 1893.Internet Archive
- Handbook of Arctic discoveries (= Columbian Knowledge Series. Nr. 3, ZDB-ID 2584927-X). Roberts Brothers, Boston MA 1896.Internet Archive
- True tales of Arctic heroism in the New world. Publishers: Charles Scribner’s Sons, New York 1912 Internet Archive
- Books by Aldolphus W. Greely – im Internet Archive